# Aérodrome d'Owando
L’aérodrome d'Owando (code IATA : FTX • code OACI : FCOO) est l'aérodrome principal de la ville d'Owando, la capitale de la région de la Cuvette, en république du Congo. Des liaisons sont assurées vers Brazzaville.

## Situation
| Impfondo Brazzaville Ouésso Pointe-Noire Owando Ollombo |